# Lithoxus
Lithoxus is een geslacht van straalvinnige vissen uit de familie van de harnasmeervallen (Loricariidae).

## Soorten
- Lithoxus boujardi Muller & Isbrücker, 1993
- Lithoxus bovallii (Regan, 1906)
- Lithoxus jantjae Lujan, 2008
- Lithoxus lithoides Eigenmann, 1912
- Lithoxus pallidimaculatus Boeseman, 1982
- Lithoxus planquettei Boeseman, 1982
- Lithoxus stocki Nijssen & Isbrücker, 1990
- Lithoxus surinamensis Boeseman, 1982